# 芦田鹿之助
芦田 鹿之助（あしだ しかのすけ、1857年8月7日（安政4年6月18日）- 1928年（昭和3年）4月30日）は、明治期の地主・銀行家・政治家。衆議院議員、京都府天田郡初代中六人部村長。号・光月。元首相の芦田均の父。

## 経歴
丹波国天田郡宮村（京都府天田郡中六人部村字宮を経て現福知山市）で、大地主、大庄屋・芦田治左衛門の長男として生まれる。綾部藩の近藤寡斎、沢井広重などに師事し、綾部藩郷学校・広畔堂で修学。その後、京阪に遊学した。
1875年（明治8年）3月、豊岡県の天田郡宮村用掛に就任し、さらに同県第十七大区四小区副戸長を務めた。1876年（明治9年）天田郡が京都府に編入され、同年10月、天田郡第一区副区長兼学区取締となる。その後、宮村戸長、田野村外四カ村戸長、所得税調査委員を務めた。1889年（明治22年）5月、初代中六人部村長となった。その他、福知山町外十一カ村組合長、京都府教育会天田郡部会長にも在任した。政党は立憲改進党に加わり自由民権運動に参加。再建後の自由党に入党した。
1887年（明治20年）3月、京都府会議員に選出され、通算4期在任し、1903年（明治36年）9月に退任。1899年（明治32年）9月、天田郡会が開設され同議員に選出され、1903年（明治36年）9月まで1期在任し、この間、同議長を務めた。1904年（明治37年）3月、第9回衆議院議員総選挙（京都府郡部、甲辰倶楽部）で当選し、その後、立憲政友会に所属して、衆議院議員に1期在任。1919年（大正8年）1月、政友会京都支部相談役に就任した。
実業界では、1898年（明治31年）9月、京都府農工銀行設立委員となり、1899年（明治32年）3月、同行設立に伴い監査役に就任し、その後、取締役となる。また、1901年（明治34年）7月、福知山町（現福知山市）に丹波銀行を創立し取締役頭取に就任した。1908年（明治41年）丹波銀行が破綻したため、一切の公職を辞職して残務の整理を行い、一時、京都に移って1913年（大正2年）に帰郷し、晩年は悠々自適の生活を送った。

## 国政選挙歴
- 第1回衆議院議員総選挙（京都府第5区、1890年7月、自由党）次点落選[5]
- 第8回衆議院議員総選挙（京都府郡部、1903年3月、立憲政友会）次点落選[4]
- 第9回衆議院議員総選挙（京都府郡部、1904年3月、甲辰倶楽部）当選[4]

## 親族
- 二男 芦田均（内閣総理大臣）